# Spongia virgata
Spongia virgata är en svampdjursart som beskrevs av Rafinesque 1818. Spongia virgata ingår i släktet Spongia och familjen Spongiidae. Inga underarter finns listade i Catalogue of Life.